# Boxeuropameisterschaften 1969
Die 18. Herren-Boxeuropameisterschaften der Amateure wurden vom 30. Mai bis 8. Juni 1969 in der rumänischen Hauptstadt Bukarest ausgetragen. Es nahmen 180 Kämpfer aus 25 Nationen teil.
Es wurden erstmals Medaillen in elf Gewichtsklassen vergeben. Zu diesen Europameisterschaften wurde das Halbfliegengewicht (-48 kg) eingeführt. Die Sowjetunion und Rumänien errangen jeweils vier Titel, Ungarn zwei und Deutschland einen.

## Ergebnisse
| Klasse             | Gold                             | Silber                      | Bronze                                                   |
| Halbfliegengewicht | György Gedó Ungarn               | Franco Udella Italien       | José Escudero Spanien Roman Rożek Polen                  |
| Fliegengewicht     | Constantin Ciucă Rumänien        | Nikolai Nowikow Sowjetunion | Filippo Grasso Italien Artur Olech Polen                 |
| Bantamgewicht      | Aurel Dumitrescu Rumänien        | Aldo Cosentino Frankreich   | Michael Dowling Irland Mickey Piner England              |
| Federgewicht       | László Orbán Ungarn              | Seyfi Tatar Türkei          | Alan Richardson England Iwan Michajlow Bulgarien         |
| Leichtgewicht      | Calistrat Cuțov Rumänien         | Stojan Pilitschew Bulgarien | Gianbattista Capretti Italien Bogdan Jakubowski Polen    |
| Halbweltergewicht  | Waleri Frolow Sowjetunion        | Petar Stojtschew Bulgarien  | Gianbattista Capretti Italien Bogdan Jakubowski Polen    |
| Weltergewicht      | Günther Meier Deutschland        | Victor Zilberman Rumänien   | Iwan Kirjakow Bulgarien Wolodymyr Mussalimow Sowjetunion |
| Halbmittelgewicht  | Waleri Tregubow Sowjetunion      | Bruno Facchetti Italien     | Ion Covaci Rumänien Tom Imrie Schottland                 |
| Mittelgewicht      | Wladimir Tarassenkow Sowjetunion | Mate Parlov Jugoslawien     | Simeon Georgiew Bulgarien Reima Virtanen Finnland        |
| Halbschwergewicht  | Danas Pozniakas Sowjetunion      | Ion Monea Rumänien          | Jürgen Schlegel DDR Ralf Jensen Dänemark                 |
| Schwergewicht      | Ion Alexe Rumänien               | Kiril Pandow Bulgarien      | Ludwik Denderys Polen Peter Hussing Deutschland          |

## Medaillenspiegel
| Rang | Land                            | Gold | Silber | Bronze | Gesamt |
| ---- | ------------------------------- | ---- | ------ | ------ | ------ |
| 01   | Rumänien                        | 4    | 2      | 1      | 7      |
| 02   | Sowjetunion                     | 4    | 1      | 2      | 7      |
| 03   | Ungarn                          | 2    | 0      | 0      | 2      |
| 04   | Deutschland                     | 1    | 0      | 1      | 2      |
| 05   | Bulgarien                       | 0    | 3      | 3      | 6      |
| 06   | Italien                         | 0    | 2      | 2      | 4      |
| 07   | Türkei                          | 0    | 1      | 0      | 1      |
| 07   | Jugoslawien                     | 0    | 1      | 0      | 1      |
| 07   | Frankreich                      | 0    | 1      | 0      | 1      |
| 010  | Polen                           | 0    | 0      | 5      | 5      |
| 011  | England                         | 0    | 0      | 2      | 2      |
| 012  | Dänemark                        | 0    | 0      | 1      | 1      |
| 012  | Finnland                        | 0    | 0      | 1      | 1      |
| 012  | Deutsche Demokratische Republik | 0    | 0      | 1      | 1      |
| 012  | Irland                          | 0    | 0      | 1      | 1      |
| 012  | Schottland                      | 0    | 0      | 1      | 1      |
| 012  | Spanien                         | 0    | 0      | 1      | 1      |
|      | Gesamt                          | 11   | 11     | 22     | 44     |